# Hayley Tullett
Hayley Tullett, nata Hayley Parry (Swansea, 17 febbraio 1973), è un'ex mezzofondista britannica.

## Palmarès

### Mondiali
- 1 medaglia:
  - 1 bronzo (Parigi 2003 nei 1500 m)

### Giochi del Commonwealth
- 2 medaglie:
  - 1 argento (Manchester 2002 nei 1500 m)
  - 1 bronzo (Melbourne 2006 nei 1500 m)

### World Final
- 1 medaglia:
  - 1 bronzo (Monte Carlo 2003 nei 1500 m)